# Rhodacarellus yalujiangensis
Rhodacarellus yalujiangensis är en spindeldjursart som beskrevs av Ma 2003. Rhodacarellus yalujiangensis ingår i släktet Rhodacarellus och familjen Rhodacaridae. Inga underarter finns listade i Catalogue of Life.